# Grupo de Cine Liberación
El Grupo de Cine Liberación, o Grupo Cine Liberación, fue un movimiento cinematográfico argentino que tuvo lugar a finales de la década de 1960. Fue fundada por Fernando Solanas, Octavio Getino y Gerardo Vallejo. La idea del grupo era dar lugar a un cine histórico, testimonial y activista, al igual que contribuir al debate político y ofrecer un espacio abierto al diálogo y a la libertad de expresión, que en aquel momento era ilegal debido a la dictadura cívico-militar autodenominada "Revolución Argentina". Con fuertes ideas antiimperialistas, el Grupo Cine Liberación criticó duramente tanto al autoritarismo imperante durante la dictadura como a un sector del peronismo y al neocolonialismo. En los años siguientes otros directores de cine, como los del grupo «Realizadores de Mayo» (conformado por, entre otros, Enrique y Nemesio Juárez, Pablo Szir, etc.) giraron en torno al núcleo activo del Grupo Cine Liberación.
Junto al Cine de la Base de Raymundo Gleyzer, el Cine Novo brasileño, el cine revolucionario cubano y el director de cine boliviano Jorge Sanjinés, el Grupo de Cine Liberación formó parte del movimiento Tercer Cine. El nombre de Tercer Cine (en alusión al Tercer mundo) se oponía explícitamente al cine de Hollywood perteneciente al «primer mundo»; también se oponía al cine de autor, haciendo foco en la visión de los movimientos sociales y políticos antes que la del autor.

## Historia, características y pensamiento del Grupo
Uno de los principios del Grupo de Cine Liberación era producir películas anónimas como retórica para promover los procesos de creación colectiva, un discurso colectivo y protegerse de la represión política. Según Lucio Mufud, el movimiento de autoría colectiva entre los años 1960 y 1970 pretendía «entre otras cosas, borrar cualquier marca autoral. Por un lado protegía a los creadores militantes de la represión estatal. Pero también se trataba de coincidir su voz con la "voz del pueblo"».
Otro grupo similar incluía al Grupo Cine de la Base, en el que figuraba el director de cine Raymundo Gleyzer, quien dirigió la ahora película de culto Los Traidores (1973), y quien luego fue desaparecido durante la última dictadura cívico-militar argentina (1976-1983). Tanto el Grupo de Cine Liberación como el Grupo Cine de la Base estaban especialmente preocupados por la integración latinoamericana y el azote del Neocolonialismo, y abogaban por el uso de la violencia política como uno de los medios alternativos posibles contra el poder hegemónico imperante a nivel nacional e internacional.
Desde su exilio en la España franquista, Juan Perón envió en 1971 dos cartas; una a Octavio Getino y otra al grupo en general felicitándolo por el trabajo del movimiento cinematográfico. En un párrafo, calificó de «patriótica» la tarea relativa a dos documentales prontos a realizarse (La Revolución Justicialista y Actualización política y doctrinaria).
El gráfico Raimundo Ongaro, fundador del sindicato CGT de los Argentinos (CGTA), también fue cercano al movimiento.

## La hora de los hornos(1968)
En 1968, el director de cine cubano Santiago Álvarez colaboró con Octavio Getino y Fernando Solanas en el documental de cuatro horas La Hora de los Hornos sobre el imperialismo extranjero en América del Sur. El título de la película surge de un escrito del poeta y líder independentista cubano del siglo XIX José Martí, quien proclamó en un manifiesto homónimo, la necesidad de comenzar de nuevo la guerra de independencia contra España.
Entre los temas abordados se encuentran la escena musical y cultural en América Latina y las dictaduras que se apoderaron de la región; al mismo tiempo, varios autores latinoamericanos, incluidos el mexicano Carlos Fuentes y el argentino Julio Cortázar, iniciaron la novela del dictador. género. La película se difundió sólo en circuitos alternativos, tanto por elección como por la censura.

## Ya es tiempo de violencia(1969)
En 1969, el director de cine Enrique Juárez produjo de forma anónima Ya es tiempo de violencia, la cual trata los acontecimientos ocurridos durante el Cordobazo de mayo de 1969 y del asesinato del sindicalista Augusto Vandor el 30 de junio de 1969.  Otras imágenes incluyen las de los multitudinarios funerales de Emilio Jáuregui, otro sindicalista bombardeado tres días antes de la muerte de Vandor durante una manifestación de protesta por la llegada a Argentina de Nelson Rockefeller (propietario de Miramax allí).
La película, realizada íntegramente de forma clandestina, critica la dictadura de Juan Carlos Onganía y el discurso oficial de los medios. Se creía que Ya es tiempo de violencia había sido destruido durante la agitación del golpe de Estado de 1976 y la "Guerra Sucia", pero una copia fue almacenada por el instituto cinematográfico cubano Icaic. En 2007, la película fue regresada a Buenos Aires por Fernando Krichmar, integrante del Grupo Cine Insurgente, y Aprocinain (Asociación para el Apoyo Patrimonial Audiovisual y la Cinemateca Nacional) hizo otra copia para asegurar su preservación.
En este documental cinematográfico, Enrique Juárez utilizó una multiplicidad de voces en off (entre ellas un narrador anónimo y un activista peronista anónimo) en contra de la censura ejercida por el discurso hegemónico  – las voces son en realidad las del propio Juárez, el actor Héctor Alterio, etc.
La película está compuesta de imágenes de medios de comunicación mediante un montaje utilizado para contradecir el discurso oficial mediante el uso de voces e imágenes contradictorias (por ejemplo, un funcionario de la dictadura de Juan Carlos Onganía afirma que todo está bien, lo que lo contradicen las imágenes que muestran los disturbios del Cordobazo). La voz en off suele dirigirse directamente al espectador, instándolo a actuar.

## El camino hacia la muerte del viejo Reales(1968)
El Camino hacia la muerte del viejo Reales fue producido principalmente por Gerardo Vallejo y representaba la explotación de los trabajadores de la caña de azúcar. Perseguido por la dictadura de Onganía, Vallejo huyó a Roma y allí terminó la película.Si bien la película ganó varios premios en el extranjero, fue censurada en Argentina en 1972 por lo que fue difundida en redes clandestinas. Solo reapareció legalmente gracias a un decreto aprobado por Juan Perón luego de su regreso a Argentina en 1973. Vallejo volvió del exilio después del regreso de Perón, aunque nuevamente se vio obligado a exiliarse cuando una bomba colocada por la Alianza Anticomunista Argentina explotara en su casa en diciembre de 1974.

## Películas
- Ya es tiempo de violencia (1969, anónimo, producida por Enrique Juárez)
- La desconocida (1962, Enrique Juárez)
- El camino hacia la muerte del viejo Reales (1968, de Octavio Getino, Fernando Solanas y Gerardo Vallejo)
- Perón, la revolución justicialista (1971, Octavio Getino y Fernando Solanas)